# Skeletalna formula
Skeletna formula – ponekad zvana i linijsko-uglovna formula – organskog jedinjenja je tip molekulske strukturne formule koja ukratko predstavlja strukturno vezanje molekule i neke detalje njene molekulske geometrije. Prikazuje se dvodimenzijski, na stranici papira. Uključuje uvažavanje određenih konvencija za prikazivanje atoma ugljenika i vodonika, koji su najučestaliji u organskoj hemiji.
Tehniku je u organskoj hemiji razvio Fridrih Kekule. Skeletne formule postale su sveprisutne u organskoj hemiji, delom i zato što se relativno brzo i jednostavno crtaju. Njihovi atomi obično se prikazuju kao crta koja završava ili sa vrhovima, uz pretpostavku da svi ugljonikovi atomi imaju valenciju 4, a ugljenik-vodonik veze, obično nisu prikazane eksplicitno, podrazumeva se da kompletiraju svaku C valenciju. Skeletna formula pokazuje skeletnu strukturu ili skelet molekula, koji se sastoji od skeletnih atoma koji čine molekul.
Iako Hauortove i Fišerove projekcije izgledaju slično skeletnim formulama, postoje razlike u korištenim konvencijama, koje posmatrač treba biti svestan kako bi razumeo pojedinosti molekula.

## Skelet
Skeletna struktura organskog jedinjenja je serija vezanih atoma, koji čine bitne strukture molekula. Kostur se sastoji od lanaca, grana i / ili prstenova spojenih atoma. Skeletni atomi osim ugljenika ili vodonika nazivaju se "heteroatomima".
Za atome skeleta vezani su atomi vodonika i/ili raznih supstituenata. Vodonik je najuobičajeniji neugljični atom koji se veže za ugljenik, pojednostavljeno, nije eksplicitno prikazan. Osim toga, atomi ugljenika uglavnom nisu označeni kao takvi neposredno (tj. sa "C"), a heteroatomi su uvek izričito navedeni kao takvi (tj. pomoću "N" za azot, "O" za kiseonik itd). Heteroatomi i druge grupe atoma koje dovode do relativno visoke stope hemijske reaktivnosti, odnosno uvođenje posebnih i zanimljivih karakteristika u spektru jedinjenja nazivaju se funkcionim grupama, jer oni daju molekulu funkciju. Heteroatomi i funkcionalne grupe poznati su kao "supstituenati", jer se smatraju zamenom za atom vodonika koji je prisutan u matičnim ugljovodoničnim organskim supstancama.

## Implicitni atomi ugljenika i vodonika
Na primer, na slici ispod, prikazuje se skeletna formula heksana. Ugljenikov atom označen kao C1 izgleda da ima samo jednu vezu, tako da moraju za njega biti vezana i tri vodonika, kako bi njegov ukupan broj veza bio četiri. Ugljenikov atom označen kao C3 ima dve veze sa drugim ugljenicima i stoga je vezan sa dva atoma vodonika. Model kugle i štapa stvarne molekulske strukture heksana, kao što je određeno rendgenskom kristalografskom strukturom, prikazan je radi upoređenja; ugljenikovi atomi su prikazani kao crne kugle, a vodonikovi atomi kao bele.
Napomena: Nije važno sa kojeg kraja lanca počinje numeracija, sve dok se zadrži doslednost crtanja dijagrama. Sažeta formula ili IUPAC ime će potvrditi orijentaciju. Neki molekuli će se prepoznati bez obzira na orijentaciju. Bilo koji atom vodonika vezan za neugljikov atom je podrazumijevajući (eksplicitan). U etanolu, C2H5OH, na primer, vodonikov atom koji je vezan za kiseonik, označen je simbolom H, dok drigi H atomi koji su vezani za ugljenike nisu direktno označeni. Linije koje predstavljaju veze heteroatom-vodonik obično su izostavljene zbog jasnoće i kompaktnosti, tako da se funkcionalne grupe kao što je hidroksilna najčešće pišu kao -OH umesto -O-H. Ove veze su ponekad izvučene u potpunosti kako bi se istaklo njihovo prisustvo kada učestvuju u mehanizmima reakcije.
U nastavku, radi poređenja, prikazana je modelom kugle i štapa stvarna trodimenziona struktura molekula etanola u gasnoj fazi, (što je određeno mikrotalasnom spektroskopijom, levo), Luisova struktura (u sredini) i skeletna formula (desno).

## Izričiti (eksplicitni) heteroatomi
Svi atomi osim ugljenika i vodonika označeni su svojim hemijskim simbolima, na primer, Cl za hlor, O za kiseonik, Na za natrijum, i sl. Ovi atomi su (u kontekstu organske hemije) zajednički poznati kao heteroatomi. 

## Simboli pseudoelemenata
Postoje i simboli koji se pojavljuju u biti simbola hemijskih elemenata, ali predstavljaju određene vrlo česte supstituenate ili ukazuju na neodređeno članove grupe elemenata. Oni su poznati kao simboli pseudoelemenata ili organski elementi. Najšire upotrebljavani od njih je simbol Ph, koji predstavlja fenil grupu. Spisak sim,bola pseudoelementa prikazan je ispod.

### Elementi
- X za bilo koji atom halogena
- M za bilo koji atom metala
- D za atom deuterijuma
- T za atom tricijuma

### Alkil grupe
- R za bilo koju alkil grupu, ili čak bilo koji supstituent
- Me za metil grupu
- Et za etil grupu
- n-Pr za propil grupu
- i-Pr za izopropil grupu
- Bu za butil grupu
- i-Bu za izobutil grupu
- s-Bu za sekundarnu butil grupu
- t-Bu za tercijarnu butil grupu
- Pn za pentil grupu
- Hx za heksil grupu
- Hp za heptil grupu
- Cy za cikloheksil grupu

### Aromatični supstituenti
- Ar za bilo koji aromatični supstituent
- Bn za benzil grupu
- Bz za benzoil grupu
- Mes za Mesitil grupu
- Ph ili Φ za fenil grupu
- Tol za tolil grupu
- Cp za ciklopentadienil grupu
- Cp* za pentametilciklopentadienil grupu

### Funkcionalne groupe
- Ac za acetil grupu (Ac je takođe i simbol elementa aktinijum. Međutim, aktinijum se gotovo nikada ne sreće u organskoj hemiji, tako da upotreba Ac u predstavljanju acetil grupe nikada ne izazivaju zabunu)

### Odlazeće grupe
Za daljnje informacije, vidi članak Odlazeća grupa
- Bs za brozil grupa
- Ms za mezil grupa
- Ns za nozil grupa
- Tf za trifil grupa
- Ts za tozil grupa

### Zaštitne grupe
Zaštitna grupa ili zaštitne grupe su uvedene u molekul hemijskom modifikacijom funkcionalne grupe da dobije hemoselektivnost u kasnijoj hemijskoj reakciji, olakšavajući višestepene organske sinteze.
- Cbo za karboksibenzil grupu (stariji naziv)
- Cbz za karboksibenzil grupu (stariji naziv)
- Z za karboksibenzil grupu

## Višestruke veze
Dva atoma mogu biti vezana deleći više od jednog para elektrona. Uobičajene veze ugljenika su jednostruke, dvostruke i trostruke. Jednostruke veze su najčešće i predstavljene su jednom, punom linijom između dva atoma u skeletnim formulama. Dvostruke veze označavaju dve paralelne linije, a trostruke veze su prikazane kao tri paralelne linije.
U naprednijim teorijama vezivanja, postoje necele vrednosti reda veze. U ovim slučajevima, kombinacije punih i isprekidanih linija ukazuju na cele i necele delove reda veze.
- Heks-3-en ima unutrašnju ugljenik-ugljenik dvostruku vezu
- Heks-1-en ima terminalnu dvostruku vezu
- Heks-3-in ima unutrašnju has ugljenik-ugljenik trostruku vezu
- Heks-1-in ima terminalnu ugljenik-ugljenik trostruku vezu

Napomena: U gornjoj galeriji, dvostruke veze su prikazane crvenom bojom, a trostruke veze u plavoj boji. Radi jasnoće višestruke veze obično nisu obojene u skeletnim formulama.

## Benzenski prstenovi
Benzenski prstenovi su uobičajeni u organskim jedinjenjima. Za predstavljanje delokalizacije elektrona preko šestougljeničnog prstena, ucrtava se krug unutar šestougla jednostrukih veza. Ovaj stil, zasnovan na tome predložio je Johanes Til, je vrlo uobičajen u uvodnim školskim tekstovima organske hemije.
Alternativni stil koji je češći u akademskim krugovima je predložio je Fridrih Kekule. Iako se može smatrati netačnim, jer podrazumeva tri jednostruke veze i tri dvostruke veze (benzen bi po trome bio cikloheksa-1,3,5-trien), svi kvalifikovani hemičari su u potpunosti svesni delokalizacija u benzenu. Kekuleove strukture su korisne za jasno crtanje mehanizma reakcija.

## Stereohemija
Stereohemija se dogovorno označava u skeletnim formulama:
- Model kuglei štapa
 (R)-2-hloro-2-fluoropentana
- Skeletna formula
 (R)-2-hloro-2-fluoropentana
- Skeletna formula
 (S)-2-hloro-2-fluoropentana
- Skeletna formula amfetamina, obeležava smesu stereoizomera R (levoamfetamina) i S (dekstroamfetamina)

Relevantne hemijske veze mogu biti prikazani na nekoliko načina:
- Punim linijama predstavlja se kovalentna veza u ravni papira ili ekrana.
- Puni klinovi predstavljaju veze koje ističu ravni papir ili ekran, prema posmatraču.
- bledi klinovi ili isprekidane linije (debela ili tanka) predstavljaju veze koje ukazuju na ravan papir ili ekran, od posmatrača.
- Valovita linija predstavlja bilo nepoznatu stereohemiju ili mešavinu dva moguća stereoizomera u tom trenutku.

Rano korištenje ovog označavanja može se pratiti unazad do Ričarda Kuna koji je u publikaciji 1932. godine koristio pune debele i isprekidane linije. Moderni klinovi su popularizorani u 1959, u udžbeniku „Organska hemija“ ("Organic Chemistry"; autori: Donald J. Cram i George S. Hammond).
Skeletne formule mogu prikazati cis i trans izomere alkena. Valovite jednostruke veze su standardni način za predstavljanje nepoznate ili neodređene stereohemije ili mešavine izomera (kao kod četveroglavih stereocentara). Ponekad se koristi poprečna dvostruka veza; više se ne smatra prihvatljivim stil za opštu upotrebu, ali i dalje može biti potrebna za kompjuterski softver.

## Vodoničnee veze
Vodonične veze se obično označavaju tačkastim ili isprekidanim linijama.

## Spoljašnje veze
- Drawing organic molecules from chemguide.co.uk